# Mas de Vilella
El Mas de Vilella o Masia d'en Vilella és una masia considerada com un monument protegit com a bé cultural d'interès local del municipi de Reus (Baix Camp).

## Descripció
És un edifici aïllat, entre l'avinguda dels Països Catalans i el carrer del Pare Manyanet, vora l'ermita de Misericòrdia, de planta rectangular, amb planta baixa, dos pisos, teulada a quatre vessants en el centre, terrat a la catalana als costats i una torre quadrangular. Una escalinata i una terrassa separen el jardí de l'entrada de casa. La composició de la façana principal presenta un cos central i dos laterals, i l'accés és per una portalada de pedra amb un arc rebaixat. Hi ha tres balcons suportats per mènsules, ornats de pedra els muntants i llindes, barana de ferro forjat en el primer pis, cartel·les intercalades amb rajoles ornades sota la barbacana, i careners amb cresteria metàl·lica, tot ell en el cos central. Els laterals i les altres façanes presenten composició sense ornar.
La torre és l'element més representatiu de l'edifici amb una balconada, unes mènsules ornades, una vidriera amb vidres de colors i finestres geminades. El remat és en cartel·les, ceràmica vidriada, parallamps i penell.
L'obra és atribuïda a Pere Caselles, encara que no s'ha trobat documentació que ho refermi. Els actuals propietaris, la congregació de la Sagrada Família dedicada a l'ensenyament, van rehabilitar el mas per a usos docents i de residència. Els elements de la teulada de ceràmica vidriada, les baranes de ferro forjat, les vidrieres i les balustres de pedra conserven totes les característiques de l'estil modernista eclèctic.

## Història
Joan Vilella Estivill, industrial del petroli reusenc co-propietari, amb el seu germà Ramon, de «La Pensilvània», va fundar «Vilella Hermanos», un conjunt d'empreses que englobaven diferents sectors d'activitat, en particular relacionada amb els fruits secs i les farines. Va construir aquest mas amb un gran jardí prop de l'ermita de Misericòrdia. Els seus fills, Joan i Gaietà, van fundar la Banca Vilella. Un altre mas de la família, conegut com a Mas de Camplà estava situat al Passeig de Sunyer, entre el camí de l'Aleixar i la carretera d'Alcolea, projectat per l'arquitecte Pere Caselles i avui enderrocat.